# Guerra vándala
La Guerra Vándala fue un conflicto librado en el norte de África (principalmente en el actual Túnez) entre las fuerzas del Imperio Romano de Oriente («Bizantino») y el reino vándalo de Cartago, del año 533 al 534. Fue la primera de las guerras de reconquista de los territorios perdidos por el Imperio Romano de Occidente emprendidas por Justiniano I.

## Antecedentes
Los vándalos habían ocupado la provincia romana de África a principios del siglo quinto, y establecieron un reino independiente allí. Bajo su primer rey, Genserico, la formidable armada vándala llevó a cabo ataques piratas a lo ancho del Mediterráneo, saqueó Roma en el 455 y derrotó una invasión romana masiva en 468. Después de la muerte de Genserico, y tras la caída de Roma, las relaciones con el sobreviviente Imperio Romano de Oriente se mantuvieron estables, aunque en ocasiones estallaron tensiones debido a la adhesión obligatoria al arrianismo que impusieron los vándalos y la persecución contra la población seguidora del credo niceno. En 530, un golpe de Estado en Cartago derrocó al rey pro romano Hilderico y lo reemplazó por su primo Gelimer.

## La expedición de Belisario
El emperador romano de Oriente Justiniano tomó esta situación como un pretexto para interferir en los asuntos vándalos, y después de asegurar la frontera oriental con la Persia sasánida en 532, comenzó a preparar una expedición al mando del general Belisario, cuyo secretario Procopio escribió la principal narrativa histórica sobre la guerra. Justiniano aprovechó, o incluso instigó, rebeliones en las remotas provincias vándalas de Cerdeña y Tripolitania. Esto no solo distrajo a Gelimer de los planes del emperador, sino que sirvió también para debilitar las defensas vándalas a través del envío a Cerdeña de la mayor parte de la flota vándala y una gran parte de su ejército comandadas por el hermano de Gelimer, Tzazo. 
La fuerza expedicionaria romana zarpó de Constantinopla a finales de junio de 533, y después de un viaje por mar en las costas de Grecia y el sur de Italia, desembarcó en la costa africana en Caput Vada a principios de septiembre, dejando completamente sorprendido a Gelimer. El rey vándalo reunió a sus fuerzas y se encontró con el ejército romano en la batalla de Ad Decimum, cerca de Cartago, el 13 de septiembre. El elaborado plan de Gelimer para rodear y destruir el ejército romano estuvo cerca del éxito, pero Belisario fue capaz de obligar al ejército vándalo a declarar retirada y consiguió ocupar Cartago. Gelimer se refugió en Bulla Regia, donde reunió sus últimas fuerzas, incluyendo el ejército de Tzazon, que regresó de Cerdeña. En diciembre, Gelimer avanzó hacia Cartago y se enfrentó con los romanos en la batalla de Tricamerón. La batalla resultó en una victoria romana y la muerte de Tzazon. Gelimer huyó a una remota fortaleza de montaña, la cual fue bloqueada hasta su rendición en marzo.
Belisario regresó a Constantinopla con el tesoro real de los vándalos y con Gelimer en calidad de prisionero para disfrutar de un triunfo, mientras que África se restableció formalmente al gobierno imperial como la prefectura del pretorio de África. Sin embargo, el control imperial apenas alcanzó más allá del antiguo reino vándalo, y las tribus moras del interior se mostraron indispuestas a aceptar el dominio imperial y pronto se levantaron en rebelión. La nueva provincia fue sacudida por las guerras con los moros y rebeliones militares, y no fue hasta 548 que se restableció la paz y el gobierno romano pudo quedar firmemente establecido.

### Primarias
- Procopio de Cesarea. Guerra vándala. Libros 3 y 4 de Historia de las guerras. Basada en traducción griego-español por Francisco Javier Gómez Espelosín. Asesoría de Carlos García Gual. Madrid: Editorial Gredos, 2000. ISBN 978-84-249-2276-4.
- Procopio de Cesarea. Historia Arcana. Edición latina en Perseus por Michael Krascheninnikov, Tartu: Mattiesen, volumen 5, 1899.

### Secundarias
- Browning, Robert (1992). The Byzantine Empire (Revised Edition) (en inglés). Washington, DC: The Catholic University of America Press. ISBN 0-8132-0754-1.
- Bury, John Bagnell (1923). History of the Later Roman Empire: From the Death of Theodosius I to the Death of Justinian (en inglés). Londres: MacMillan & Co. ISBN 0-486-20399-9.
- Diehl, Charles (1896). L'Afrique Byzantine. Histoire de la Domination Byzantine en Afrique (533–709) (en francés). París, Francia: Ernest Leroux.
- Hughes, Ian (2009). Belisarius: The Last Roman General (en inglés). Yardley, PA: Westholme Publishing, LLC. ISBN 978-1-59416-528-3.
- Merrils, Andy; Miles, Richard (2010). The Vandals (en inglés). Chichester, Reino Unido; Malden, MA: Wiley-Blackwell. ISBN 978-1-405-16068-1.

- Datos: Q1136575